# Clive Owen
Clive Owen  (Coventry, Nagy-Britannia, 1964. október 3. –) Golden Globe- és BAFTA-nyertes angol színész.

## Fiatalkora és családja
1964. október 3-án született a Coventry állambéli Keresleyben, Nagy-Britanniában, Pamela (született Cotton) és Jess Owen öt fia közül negyedikként. Hároméves volt, amikor a countryénekes apa otthagyta a családot. 
13 évesen került kapcsolatba a színházzal. Érettségi után három évig a Royal Academy of Dramatic Arthoz kerül, ahol többek között Shakespeare-művekben is játszott.

## Pályafutása
A film világában 1988-ban mutatkozott be a Vroom című romantikus drámában David Thewlis és Jim Broadbent társaságában. 1991-ben szintén drámai produkcióban szerepelt Alan Rickman társaként a Takard el a szememben (Close My Eyes). A következő években Owen főként tévéfilmekben szerepelt, de 1996-ban A gazdagság ára (The Rich Man's Wife) című amerikai thrillerben bukkant fel egy mellékszerepben. 1998-ban A krupié (Croupier) című kisköltségvetésű filmben már főszerepet kapott.
2000-ben Owen komikus oldalát is megmutatta a Kertészek rabruhában (Greenfingers) című vígjátékban Helen Mirren oldalán. 2002-ben Matt Damon ellenfeleként egy profi bérgyilkost alakított A Bourne-rejtélyben (The Bourne Identity). 2003-ban egy kőkemény brit bűnügyi filmben, Az űzött vadban (I'll Sleep When I'm Dead) ismét főszerepet játszott, majd Angelina Jolie oldalán tűnt fel a Határok nélkülben (Beyond Borders).
2004 jó év volt Owen számára, ráosztották az Artúr király (King Arthur) című amerikai szuperprodukcióban a főszerepet, majd Jude Law, Julia Roberts és Natalie Portman mellett játszhatott a Patrick Marber színművéből adaptált nagy sikerű Közelebben (Closer). Az alakítását a kritikusok is nagyra értékelték, mert mint legjobb férfi mellékszereplőt Golden Globe-bal és BAFTA-val honorálták, továbbá Oscar-díjra is jelölték.
2005-ben a Sin City – A bűn városa hatalmas sikerének köszönhetően Owen tovább fokozta hírnevét, már Hollywoodban is jól csengő névnek számított. Abban az évben Vincent Cassel és Jennifer Aniston mellett játszott a Kisiklottak (Derailed) című thrillerben is.
2006-ban A belső emberben (Inside Man) fogott ki Denzel Washingtonon, majd következett Az ember gyermeke (Children of Men) című sötét hangvételű utópisztikus sci-fi, amelyben Julianne Moore és Michael Caine volt a partnere.

## Filmográfia

### Film
| Év   | Magyar cím                                       | Eredeti cím                                 | Szerep                        | Magyar hang     | Rendező                     |
| ---- | ------------------------------------------------ | ------------------------------------------- | ----------------------------- | --------------- | --------------------------- |
| 1988 |                                                  | Vroom                                       | Jake                          |                 | Beeban Kidron               |
| 1991 | Takard el a szemem!                              | Close My Eyes                               | Richard                       | Galambos Péter  | Stephen Poliakoff (1.)      |
| 1993 |                                                  | Century                                     | Paul Reisner                  |                 | Stephen Poliakoff (2.)      |
| 1995 |                                                  | The Turnaround                              | Nick Sharman                  |                 | Suri Krishnamma             |
| 1996 | A gazdagság ára                                  | The Rich Man's Wife                         | Jake Golden                   | Németh Gábor    | Amy Holden Jones            |
| 1997 | Hajlam                                           | Bent                                        | Max                           |                 | Sean Mathias                |
| 1998 | A krupié                                         | Croupier                                    | Jack Manfred                  | Király Attila   | Mike Hodges (1.)            |
| 2000 | Kertészek rabruhában                             | Greenfingers                                | Colin Briggs                  |                 | Joel Hershman               |
| 2001 |                                                  | Ambush (rövidfilm)                          | a sofőr                       |                 | John Frankenheimer          |
| 2001 |                                                  | Chosen (rövidfilm)                          | a sofőr                       |                 | Ang Lee (1.)                |
| 2001 |                                                  | The Follow (rövidfilm)                      | a sofőr                       |                 | Vóng Ká-vaj                 |
| 2001 |                                                  | Star (rövidfilm)                            | a sofőr                       |                 | Guy Ritchie                 |
| 2001 |                                                  | Powder Keg (rövidfilm)                      | a sofőr                       |                 | Alejandro González Iñárritu |
| 2001 | Gosford Park                                     | Gosford Park                                | Robert Parks                  | Kálid Artúr     | Robert Altman               |
| 2002 | A Bourne-rejtély                                 | The Bourne Identity                         | A professzor                  | Kapácsy Miklós  | Doug Liman                  |
| 2002 |                                                  | Hostage (rövidfilm)                         | a sofőr                       |                 | John Woo                    |
| 2002 |                                                  | Ticker (rövidfilm)                          | a sofőr                       |                 | Joe Carnahan                |
| 2002 |                                                  | Beat the Devil (rövidfilm)                  | a sofőr                       |                 | Tony Scott                  |
| 2003 | Az űzött vad                                     | I'll Sleep When I'm Dead                    | Will Graham                   | Kálid Artúr     | Mike Hodges (2.)            |
| 2003 | Határok nélkül                                   | Beyond Borders                              | Nick Callahan                 | Laklóth Aladár  | Martin Campbell (1.)        |
| 2004 | Artúr király                                     | King Arthur                                 | Artúr                         | Kamarás Iván    | Antoine Fuqua               |
| 2004 | Közelebb                                         | Closer                                      | Larry                         | László Zsolt    | Mike Nichols                |
| 2005 | Sin City – A bűn városa                          | Sin City                                    | Dwight                        | Selmeczi Roland | Frank Miller                |
| 2005 | Sin City – A bűn városa                          | Sin City                                    | Dwight                        | Selmeczi Roland | Robert Rodríguez            |
| 2005 | Kisiklottak                                      | Derailed                                    | Charles Schine                | Kamarás Iván    | Mikael Håfström             |
| 2006 | A rózsaszín párduc                               | The Pink Panther                            | Nigel Boswell / 006-os ügynök | Kamarás Iván    | Shawn Levy                  |
| 2006 | A belső ember                                    | Inside Man                                  | Dalton Russell                | Selmeczi Roland | Spike Lee                   |
| 2006 | Az ember gyermeke                                | Children of Men                             | Theo Faron                    | Selmeczi Roland | Alfonso Cuarón              |
| 2007 | Golyózápor                                       | Shoot 'Em Up                                | Smith                         | László Zsolt    | Michael Davis               |
| 2007 | Elizabeth: Az aranykor                           | Elizabeth: The Golden Age                   | Sir Walter Raleigh            | Selmeczi Roland | Shekhar Kapur               |
| 2009 | A bűn árfolyama                                  | The International                           | Louis Salinger                | Kálid Artúr     | Tom Tykwer                  |
| 2009 | Kettős játék                                     | Duplicity                                   | Ray Koval                     | László Zsolt    | Tony Gilroy                 |
| 2009 | Anyátlanok – Életed nagy kalandja felnőtté válni | The Boys Are Back                           | Joe Warr                      | László Zsolt    | Scott Hicks                 |
| 2010 |                                                  | Trust                                       | Will Cameron                  |                 | David Schwimmer             |
| 2011 | Válogatott gyilkosok                             | Killer Elite                                | Spike                         | László Zsolt    | Gary McKendry               |
| 2011 | Betolakodók                                      | Intruders                                   | John Farrow                   | László Zsolt    | Juan Carlos Fresnadillo     |
| 2012 | Árnyjátékos                                      | Shadow Dancer                               | Mac                           | Laklóth Aladár  | James Marsh                 |
| 2013 | Vérkötelék                                       | Blood Ties                                  | Chris                         | László Zsolt    | Guillaume Canet             |
| 2013 | Apropó szerelem                                  | Words and Pictures                          | Jack                          | Anger Zsolt     | Fred Schepisi               |
| 2015 | Az utolsó lovagok                                | Last Knights                                | Raiden parancsnok             | László Zsolt    | Kazuaki Kiriya              |
| 2016 | Kalandos hétvége                                 | The Confirmation                            | Walt                          | Laklóth Aladár  | Bob Nelson                  |
| 2016 |                                                  | The Escape (rövidfilm)                      | a sofőr                       |                 | Neill Blomkamp              |
| 2017 | Valerian és az ezer bolygó városa                | Valerian and the City of a Thousand Planets | Arün Filitt parancsnok        | László Zsolt    | Luc Besson                  |
| 2017 |                                                  | Killer in Red (rövidfilm)                   | Floyd                         |                 | Paolo Sorrentino            |
| 2018 |                                                  | Ophelia                                     | Claudius                      |                 | Claire McCarthy             |
| 2018 |                                                  | Anon                                        | Sal Frieland                  |                 | Andrew Niccol               |
| 2019 | Gemini Man                                       | Gemini Man                                  | Clay Varris                   | Fekete Ernő     | Ang Lee (2.)                |
| 2019 | A nevek dala                                     | The Song of Names                           | Dovidl                        | Rátóti Zoltán   | François Girard             |
| 2019 | A lengyel spicli                                 | The Informer                                | Montgomery                    | László Zsolt    | Andrea Di Stefano           |
| 2020 | Romantikus útikalauz elfeledett helyekre         | Guida romantica a posti perduti             | Benno                         |                 | Giorgia Farina              |
| 2025 | Nagytakarítás                                    | Cleaner                                     | Marcus                        | Haagen Imre     | Martin Campbell (2.)        |

### Televízió
| Év        | Magyar cím                         | Eredeti cím                        | Szerep                     | Megjegyzések                                                                         |
| --------- | ---------------------------------- | ---------------------------------- | -------------------------- | ------------------------------------------------------------------------------------ |
| 1987      |                                    | Rockliffe's Babies                 | PC Parslew                 | 1 epizód                                                                             |
| 1988      |                                    | Boon                               | Geoff                      | 1 epizód                                                                             |
| 1989      |                                    | Precious Bane                      | Gideon Sarn                | tévéfilm                                                                             |
| 1990      | Az elveszett ékkövek titka         | Lorna Doone                        | John Ridd                  | tévéfilm                                                                             |
| 1990–1991 |                                    | Chancer                            | Stephen Crane / Derek Love | 20 epizód                                                                            |
| 1993      | Bajtársak                          | Class of ’61                       | Devin O'Neil               | tévéfilm                                                                             |
| 1994      | Senki gyermekei                    | Nobody's Children                  | Bratu                      | - tévéfilm - magyar hangja: - Rosta Sándor                                           |
| 1994      |                                    | An Evening with Gary Lineker       | Bill                       | tévéfilm                                                                             |
| 1994      | A szuperágyú                       | Doomsday Gun                       | Dov                        | - tévéfilm - magyar hangja: - Albert Péter                                           |
| 1994      |                                    | The Return of the Native           | Damon Wildeve              | tévéfilm                                                                             |
| 1995      |                                    | The Magician                       | George Byrne rendőrnyomozó | tévéfilm                                                                             |
| 1995–1996 |                                    | Screen Two                         | Paul / Diggory Venn        | 2 epizód                                                                             |
| 1996      |                                    | Sharman                            | Nick Sharman               | 4 epizód                                                                             |
| 1998      |                                    | The Echo                           | Michael Deacon             | minisorozat (2 epizód)                                                               |
| 1999      | Tizedmásodperc                     | Split Second                       | Michael Anderson           | tévéfilm                                                                             |
| 1999      | Szilánkos képek                    | Second Sight                       | Ross Tanner rendőrszázados | tévéfilm                                                                             |
| 2000      | Szilánkos képek: Álomkór           | Second Sight: Parasomnia           | Ross Tanner rendőrszázados | tévéfilm                                                                             |
| 2000      | Szilánkos képek: A vakok birodalma | Second Sight: Kingdom of the Blind | Ross Tanner rendőrszázados | tévéfilm                                                                             |
| 2000      | Szilánkos képek: Bújócska          | Second Sight: Hide and Seek        | Ross Tanner rendőrszázados | tévéfilm                                                                             |
| 2012      | Hemingway és Gellhorn              | Hemingway & Gellhorn               | Ernest Hemingway           | - tévéfilm - magyar hangja: - László Zsolt                                           |
| 2012      |                                    | Being: Liverpool                   | narrátor                   | 1 epizód                                                                             |
| 2014–2015 | A sebész                           | The Knick                          | Dr. John W. Thackery       | - főszereplő ás vezető producer - magyar hangja: - Haás Vander Péter - Csankó Zoltán |
| 2020      | Félig üres                         | Curb Your Enthusiasm               | önmaga                     | 1 epizód                                                                             |
| 2021      | Lisey története                    | Lisey's Story                      | Scott Landon               | minisorozat (8 epizód)                                                               |
| 2021      |                                    | Impeachment: American Crime Story  | Bill Clinton               | 10 epizód                                                                            |
| 2023      | Gyilkosság a világ végén           | A Murder at the End of the World   | Andy Ronson                | minisorozat főszereplő                                                               |
| 2024      | Spade nyomozó                      | Monsieur Spade                     | Sam Spade                  | minisorozat (6 epizód) főszereplő és vezető producer                                 |